# 홍진유
홍진유(洪鎭裕, 1897년 10월 24일-1928년 5월 28일)는 일제강점기 조선의 아나키스트다. 충남 논산 출신.
일본 동경에서 박열 등과 함께 1921년 11월 흑도회, 1922년 흑우회, 1923년 불령사를 조직, 활동했다. 관동대지진 당시 다른 회원들과 함께 붙잡혔다가 박열 부부를 제외한 나머지는 불기소로 풀려났다.
박열 대역사건 이후 귀국해 1925년 4월 서울에서 흑기연맹을 발족했다가 일본 경찰에 체포되었다. 동년 11월 17일 보안법 위반으로 징역 1년을 선고받고 서대문형무소에서 복역 중 병보석되었으나 1928년 5월 28일 사망했다.
1998년 건국훈장 애족장 추서.